# Kwestia sumienia (powieść)
Kwestia sumienia (tyt. oryg. A Case of Conscience) – powieść fantastycznonaukowa amerykańskiego pisarza Jamesa Blisha. Powieść ukazała się w 1958 r., polskie wydanie, w tłumaczeniu Radosława Kota, wydało Wydawnictwo CIA-Books-Svaro w 1992 r. Powieść otrzymała nagrodę Hugo w 1959 r.
Powieść została rozbudowana na podstawie noweli o tym samym tytule, która zdobyła nagrodę Retrospective Hugo w kategorii najlepsze opowiadanie w 2004 roku.

## Fabuła
Na planecie Lithii naukowcy odkrywają społeczeństwo gadopodobnych istot, gdzie nie istnieje zło, nie ma konfliktów ani przestępstw. Istoty nie wyznają żadnej religii. Czterej członkowie załogi, w tym jezuita, wyciągają odmienne wnioski odpowiadając na pytanie, jak to możliwe? Wracają na Ziemię, gdzie ludzie mieszkają pod ziemią, a światem rządzi pieniądz. Przybyły razem z nimi przybysz z obcej planety wyzwala w Ziemianach skrajne reakcje.